# Noein - Mō Hitori no Kimi E
Noein - Mou hitori no kimi e  (ノエイン もうひとりの君へ, Noein: Mō Hitori no Kimi) é uma série de anime de ficção científica dirigida por Kazuki Akane e Kenji Yasuda e produzido pela Satelight. A série possui 24 episódios.
A versão inglesa foi produzida pela Manga Enterteinment. Na América do Norte, a série foi lançada em 5 regiões em 1 DVD, a última sendo lançada em 18 de Setembro de 2007. No Reino Unido, os três primeiros volumes foram vendidos individualmente, enquanto os dois últimos foram vendidos somente se tivesse uma parte da coleção.
O Sci Fi Channel (USA) começou a exibir uma parte de Noein na programação de Ani-Monday que terminou em 18 de Junho de 2007 as 23 horas. A exibição foi movida para a meia-noite em 2 de Outubro mostrando os episódios anteriores um-a-um. A Australian Broadcasting Company's canal digital ABC2 começou a transmitir a série em 29 de Janeiro de 2008. A reprise do anime começa em 12:30pm de domingo do dia 10 de Fevereiro de 2008 com dois episódios cada semana.

## Sinopse
Quinze anos no futuro, a batalha violenta usando ficção tecnológica tomou lugar entre duas "dimesões no espaço": La'cryma, a possibilidade de um futuro para nós, e Shangri'la, a dimensão baseada na destruição de todo o tempo-espaço. A chave para parar a invasão de Shangri'la é a o objeto misterioso conhecido como "Toque do dragão" 竜のトルク ([Ryū no Toruku] Erro: {{japonês}}: o texto tem marcação itálica (ajuda)). O grupo conhecido como os "Cavaleiros do Dragão" está sendo enviado ao tempo e espaço para encontrar isso. No presente, Haruka, 12 anos, e seu amigo Yuu são contemplados correndo para casa quando eles conhecem um membro do Cavaleiros do Dragão chamado Karasu. Ele acredita que Haruka é a "Dragon Torque" e diz que é Yuu quinze anos mais velho.

## Conceito
Noein emprega um conceito de tempo como uma dimensão que sobrepõe com outros "tempos-espaços." A Dragon Torque de Haruka que afeta essa relação, tomando a forma de um Ouroboros.
Noein usa uma série de interpretações de física quântica, particularmente a interpretação de muitos mundos de Hugh Everett, que vê o universo como ramificação de infinitas possibilidades de estados de probabilidades variâncias. Também a partir da Interpretação de Copenhagen, que o anime sugere, Haruka possui o estado de "observação suprema" no multi-universo, que habilita ela a único resultado de um evento apenas por "observar" um dos futuros possíveis do evento. Estes temas também propiciam uma ideologia existencial que cerca o anime.
Em um episódio, Uchida abertamente explica a sua segurança Kōriyama o paradoxo da gata de Schrödinger, onde uma gata é ambiguamente suspensa (em existir uma "sobreposição"), entre a vida e a morte até observados. Este ato de medição de forças da existência do gato existência em "colapso" até um dos dois estados possíveis. Ela menciona também a famosa observação de Albert Einstein, "Deus não joga dados."
Enquanto a interpretação de outros mundos implica a divergência de outras dimensões, o anime inclui a possibilidade futura em que os "tempos-espaços" convergem. E no fim do anime o personagem-principal, Noein, trabalha para conseguir isto.

## Personagens

### Hakodate (o tempo-espaço presente)
Note que Hakodate, a principal dimensão Presente de Noein, é uma cidade real, na Prefeitura de Hokkaido no Japão, e essas muitas características das aparências foram replicadas com os mínimos detalhes em Noein. Uma característica especial do DVD vai através deste assunto extensivamente.
Haruka Kaminogi (上乃木 ハルカ, Kaminogi Haruka)
No tempo-espaço presente, Haruka é uma das protagonistas do anime. Nessa dimensão, ela foi uma típica estudante antes do viajante caçador de fantasma liderada por Mido encontrar ela e Karasu para que ela acredite em primeiro momento, embora ela já tinha visto ele em uma igreja.
Asuka Kaminogi (上乃木 明日香, Kaminogi Asuka)
Mãe de Haruka. Ela é frequentemente fora do espaço; por exemplo, acorda tarde, ela não percebe sua filha desapareceu antes que toda a casa desapareça. Ela foi uma vez melhor amiga da Mãe de Yü, mas sua amizade eventualmente começou a desmoronar quando a avó de Yü morre; depois Haruka e Miyuki visitam o passado, Asuka e Miyuki voltam a ser amigas.
Takuya Mayuzumi (黛 拓也, Mayuzumi Takuya)
Pai de Haruka. Ele é um cientista na área de física quântica e um dos fundadores do Projeto Círculo Mágico, onde mira para controlar o fluxo das dimensões. Ele é divorciado de Asuka, mãe de Haruka, mas ainda mantém um relacionamento firme com Haruka. Depois de aprender os perigos que o Projeto Circulo Mágico possui, ele compartilha com Ryōko e Kyōji para tentar parar a ativação.
Yū Gotō (後藤　ユウ, Gotō Yū)
No tempo-espaço presente, ele é da mesma classe que Haruka e um dos protagonistas do anime. Ele não gosta dos outros estudantes, é forçado por sua mãe a ir à escola, a fim de passar em um teste para se matricular e ir para a Universidade de Tokyo. O resultado, ele teve um pequeno tempo para fazer alguma coisa mas estudou. Ele iniciou um caminho de tentativas frustradas de resultados ruins e mais tarde se desentendeu com sua mãe. Assim que a pressão é aliviada, ele percebe que ele precisa fazer os exames, porque ele não tem talentos especiais.
Miyuki Gotō (後藤　美有樹, Gotō Miyuki)
Mãe de Yū. No começo do anime, ela é muito atenta sobre como a escola de Yū funciona. Mais tarde, a ela é revelado que ela precisa de Yū para ser assim como a sua irmã, que tinha morrido e foi muito bem sucedida em tudo antes de morrer. Depois ela empurra Yū para longe para encontrar Haruka, ela continua olhando para o filho dela e Haruka eventualmente usa a Dragon Torque para mandar Miyuki de volta no tempo quando ela resolve se preocupar com sua mãe que nunca lhe foi amorosa. Depois disso, as atitudes dela para os estudo de Yū mudaram, e ela sempre vai longe para dizer a ele que não tem de prestar o vestibular se ele não quer.
Ai Hasebe (長谷部 アイ, Hasebe Ai)
No tempo-espaço presente, ela é outra colega de classe de Haruka e uma das melhores amigas. Ela é muito boa em futebol e está paquerando Isami que inicialmente não parece ter reciprocidade. Quando Isami dá a Haruka o mesmo presente que deu a Ai, ela começa a brevemente irritar-se porque ela não demonstrou carinho especial.